# Синташта
52°29′31″ пн. ш. 60°10′41″ сх. д. / 52.492083333333° пн. ш. 60.177944444444° сх. д.

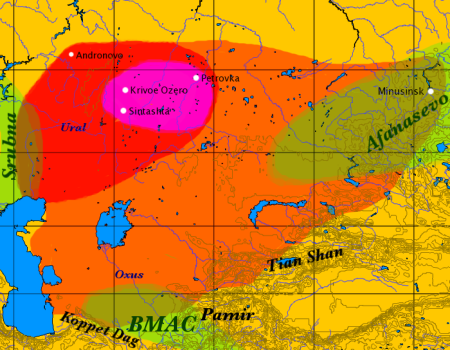
Синташтинська культура на мапі розповсюдження Андроновської культури позначена фіолетовим

Синташта — археологічна пам'ятка в Челябінській області, Росія.
Це залишки укріпленого поселення бронзової доби бл. 2800—1600 до н. е.,

і є типовим місцем Синташтинської культури.
Місце характеризується як «укріплений металургійний промисловий центр».

Синташта розташована в степу на схід від Південного Уралу.
Місце названо на честь прилеглої річки Синташта, притоки Тоболу.
З часом річка змінила річище та знищила половину городища, залишивши тридцять один із приблизно п'ятдесяти чи шістдесяти будинків у поселенні.

Городище складалося з прямокутних будинків, розташованих по колу діаметром 140 м, оточених дерев'яно-земляним муром з надбрамними вежами та глибоким ровом зовні.
Укріплення в Синташті та подібних поселеннях, таких як Аркаїм, мали безпрецедентний масштаб для степового регіону.
Існують докази того, що металургія міді та бронзи відбувалася в кожному будинку, розкопаному в Синташті, знову ж таки безпрецедентна інтенсивність металургійного виробництва для степу.

Стиль кераміки ранньої абашевської культури сильно вплинули на кераміку Синташта.

Через асиміляцію племен Уралу ямної, катакомбної, полтавкинської і абашевської (новокумакський горизонт) культур, імовірно, некоректно надавати Синташтинській культурі суто арійську атрибуцію.

Абашевська культура відігравала важливу роль у виникненні Синташтинської культури.

Було знайдено п'ять кладовищ, пов'язаних із цим місцем, найбільше з яких (відоме як Синташтинська могила) складалося з сорока могил.
Деякі з них були похованнями колісниць — носії Синташтинської культури виробляли найстаріші відомі колісниці у світі.
Інші містили жертвоприношення коней — до восьми в одній могилі — різноманітну кам'яну, мідну та бронзову зброю, а також срібні та золоті прикраси. Цвинтар перекриває дуже великий курган трохи пізнішої дати.
Було припущено, що вид похоронних жертвоприношень, Синташтинської культури, має велику подібність до похоронних ритуалів, описаних у Рігведі, стародавньому ведичному релігійному тексті, який часто асоціюють з протоіндоіранцями.

Радіовуглецеві дати поселення та могильників охоплюють тисячоліття, що свідчить про більш ранню приналежність до полтавкинської культури.
Більшість дат, однак, припадає на 2100—1800 років до н. е., що вказує на основний період заселення цього місця, який узгоджується з іншими поселеннями та могильниками Синташтинської культури.